# Rodalber Felsenwanderweg
Der Rodalber Felsenwanderweg ist ein Rundweg von ca. 45 km Länge, welcher in Zusammenarbeit vom Verkehrsverein Rodalben e.V. und dem Pfälzerwaldverein Rodalben e.V. angelegt wurde und um die Stadt Rodalben im rheinland-pfälzischen Landkreis Südwestpfalz führt.
Der Felsenwanderweg ist mehrfach als Prädikatswanderweg ausgezeichnet worden.

## Charakteristik

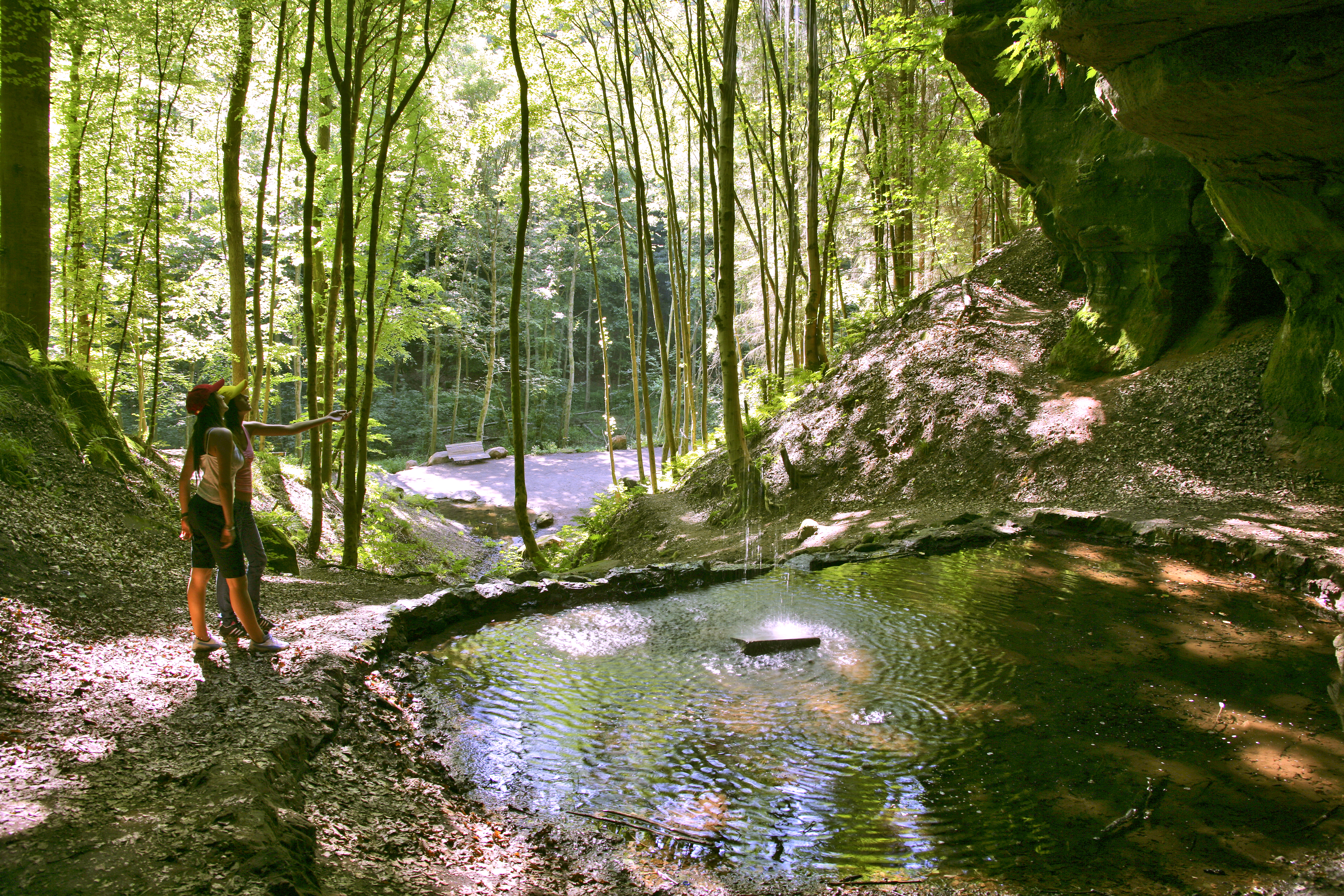
Wasserbecken unterhalb der Bärenhöhle

Der Rodalber Felsenwanderweg befindet sich mitten im Naturpark Pfälzerwald. Er führt auf teils schmalen, naturbelassenen Waldpfaden, sowie breiten Forstwegen um die Stadt Rodalben herum. Charakteristisch für den Felsenwanderweg sind die über 120 bis zu 50 m hohen und teils 500 m langen Felsformationen aus Buntsandstein, welche sich entlang des ganzen Wanderweges befinden.

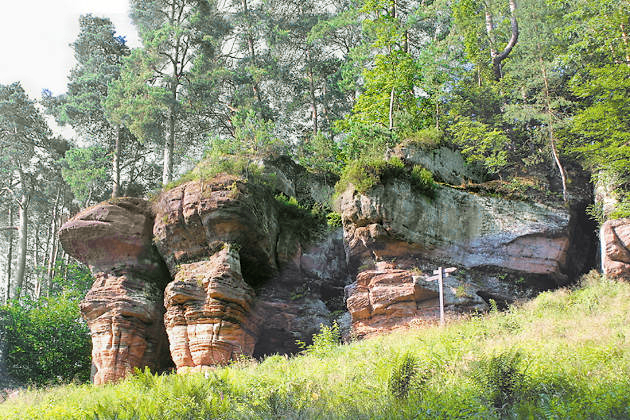
Bruderfelsen
Durch Erosion wurde der sichtbare Teil des Hangfelsens – dessen größter Teil sich unterirdisch befindet – zu zwei Sandsäulen geformt, die sich wie zwei Brüder gleichen.

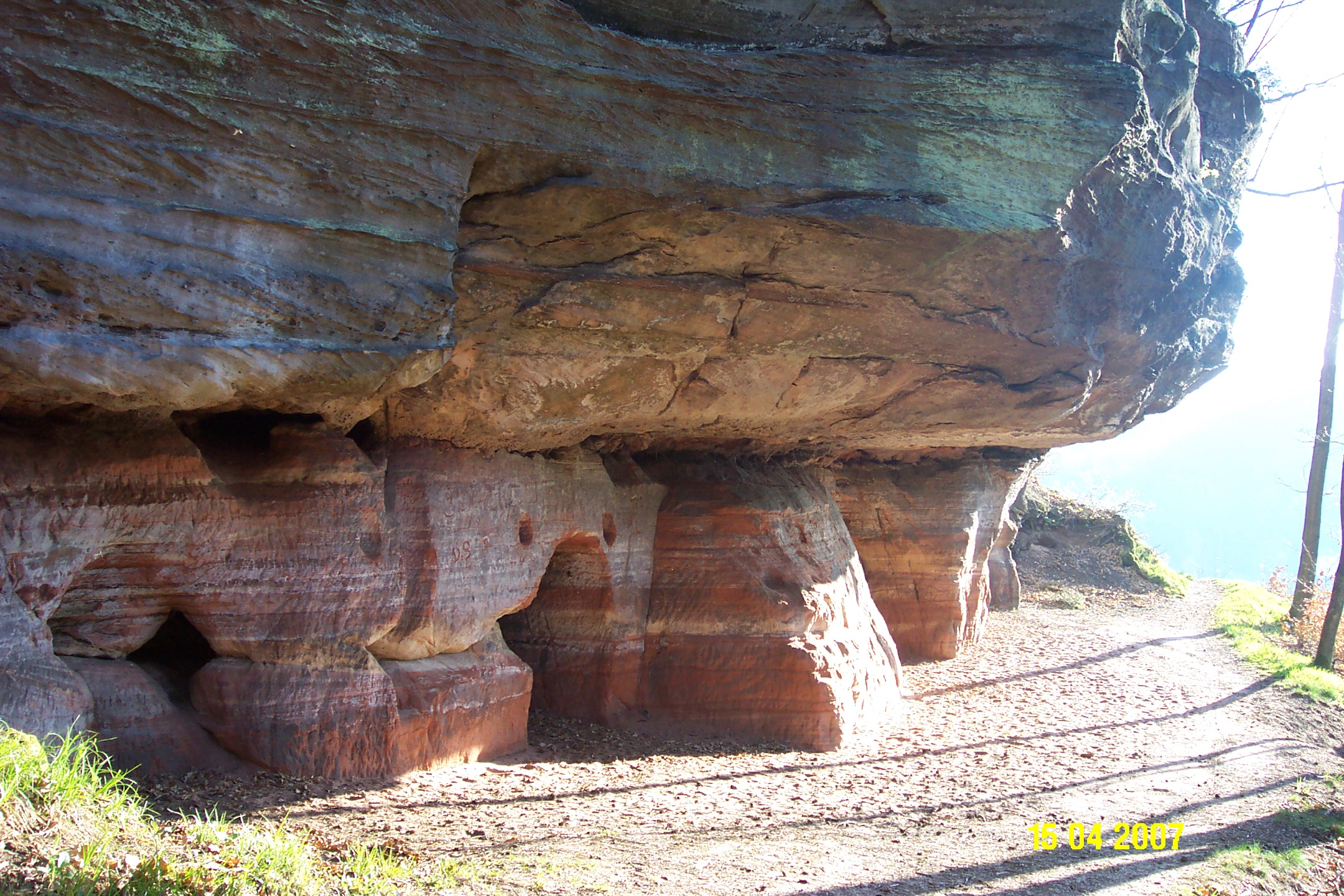
Alte Burg
Felsmassiv; laut Geschichtsforscher Daniel Häberle ist die Alte Burg eine vorgeschichtliche Fliehburg, auf die sich die keltische Ur-Bevölkerung des gesamten Tales im Notfall zurückziehen konnte.

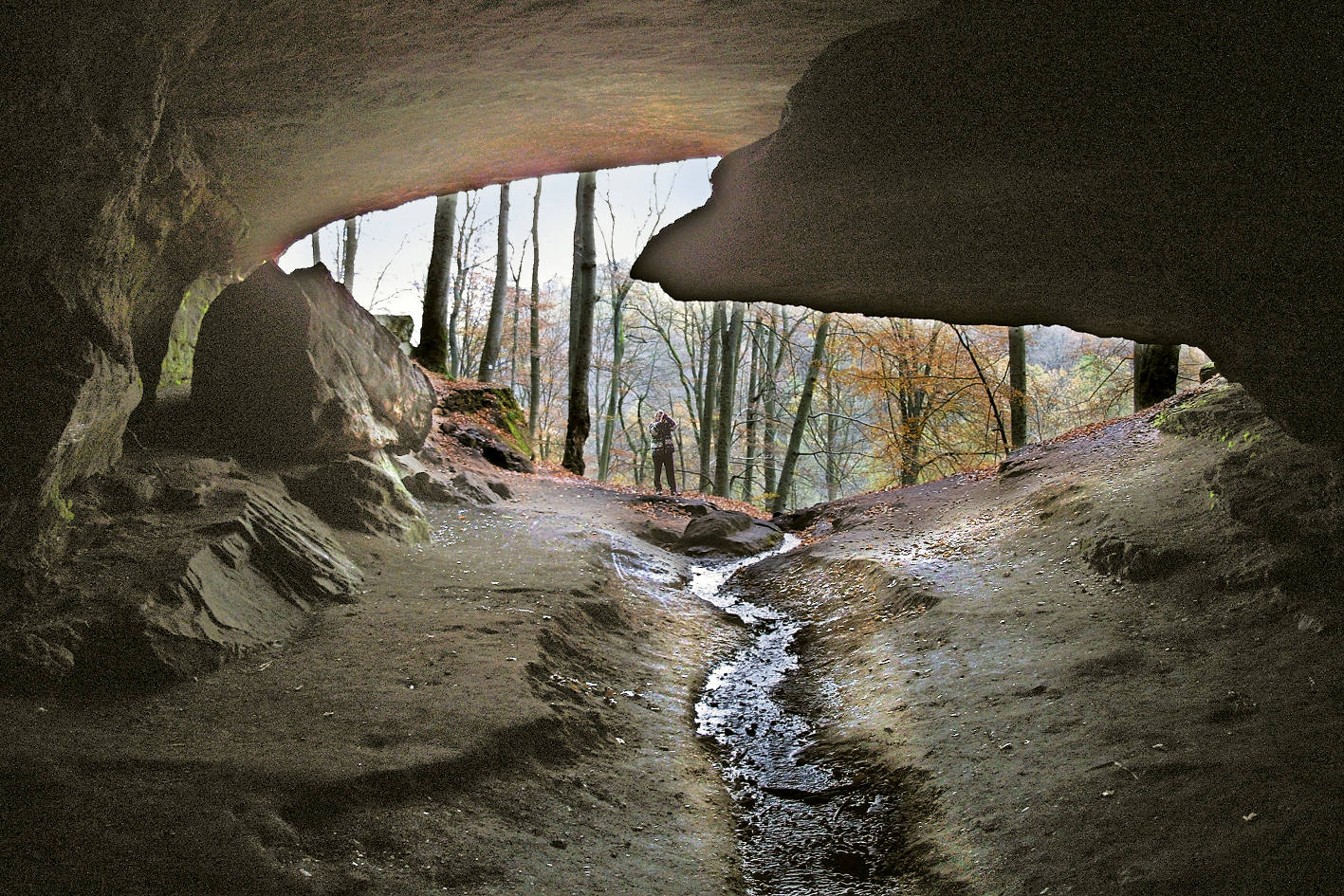
Bärenhöhle
Größte natürliche Felsenhöhle der Pfalz. Sie wird – ebenso wie die entlang des Langenbach-Tals immer wieder als Felsenbänder zu Tage tretenden Karlstalschichten – dem mittleren Buntsandstein zugeordnet.
Etwa 20 m oberhalb der Höhle entspringt die Bärenfelsquelle, die über eine tiefer liegende Felsbank in ein mit Steinen umsäumtes Becken fällt.
Weitere Felsen werden auf der Felsenwanderweg-Homepage beschrieben.

## Etappen
Der Felsenwanderweg kann sowohl komplett als auch in mehreren Etappen (Teils Rundwege) erwandert werden:
Felsige Wege (18–20 km)
Start/Ziel: Schwallbornanlage

Schwallbornanlage – Stadtteil Neuhof – Hoher Kopf – Karl-May-Felsen – Am Hungerpfuhl – Gemerstal – Rösselsteig – Steigert – Dicke Buche – Wüst Langenbach – Bärenhöhle – Bruderfelsen – Schwallbornanlage
Die Phantasie des Wanderes (8,5 km)
Start/Ziel: Schwallbornanlage

Schwallbornanlage – Gemerstal – Am Hungerpfuhl – Karl-May-Felsen – Hoher Kopf – Schwallbornanlage
Vom Bärenfelsen zum Bruderfelsen und zur Alten Burg (10 km)
Start/Ziel: Parkplatz gegenüber „Hotel Zum Grünen Kranz“
„Hotel Zum Grünen Kranz“ –  Langenbachtal – Bärenhöhle – Bruderfelsen – Alte Burg – Hettersbach

Markierung: Grüner Balken, „F“ (Felsenwanderweg)
Von Rodalber Sau-, Kuh- und Rappenfelsen (10 km)
Start/Ziel: PWV Hilschberghaus
Hilschberghaus – Waldparkplatz – Clauser Tal – Kuhfelsen – Rappenkopf – Saufelsen

Markierung: Blau-weißer Balken, „F“ (Felsenwanderweg), grüner Balken
Direkt an der Strecke befinden sich nur zwei Einkehrmöglichkeiten (PWV Hilschberghaus und Kaninchenzuchtverein P61 in der Hettersbach), deswegen wird empfohlen sich Rucksackverpflegung mit zu nehmen.